# 혓바닥소리
혓바닥소리 또는 설배음(舌背音), 설면음(舌面音), 구개음(口蓋音)(문화어: 뒤입천장소리, 혀뒤소리)는 혓바닥에서 만들어지는 닿소리이다. 경구개음, 연구개음, 구개수음이 이에 속한다.
음성학에서 혓바닥은 경구개(센입천장)에 대하는 앞혓바닥(전설면, 前舌面)과 연구개(여린입천장)에 대하는 뒷혓바닥(후설면, 後舌面)으로 나뉜다.

## 같이 보기
- 조음 위치